# Metaverpulus multidentatus
Metaverpulus multidentatus is een hooiwagen uit de familie Sclerosomatidae.